# Pseudometagea nefrens
Pseudometagea nefrens är en stekelart som beskrevs av John M. Heraty 1985. Pseudometagea nefrens ingår i släktet Pseudometagea och familjen Eucharitidae. Inga underarter finns listade i Catalogue of Life.